# Chrysotachina cinerea
Chrysotachina cinerea là một loài ruồi trong họ Tachinidae.